# CADPS2
CADPS2‏ (Calcium dependent secretion activator 2) هوَ بروتين يُشَفر بواسطة جين CADPS2 في الإنسان.